# Roger Thiébault
Roger Thiébault, né le 12 mars 1905 à Rétonval et mort le 17 mars 1977 à Toulouse, est un homme politique français. Il est enterré à Burret dans l'Ariège.

## Détail des fonctions et des mandats
Mandat parlementaire
- 18 décembre 1965 - 1er octobre 1968 : Sénateur de la Seine-Maritime

Mandat départemental
- 1945 - 1977 : conseiller général de la Seine-Maritime

## Postérité
Une place de Blangy-sur-Bresle porte son nom.